# Vuelta a Castilla y León 2010
La XXV Vuelta a Castilla y León  fue la 25ª edición de esta carrera ciclista que transcurre por Castilla y León. Se disputó entre el 14 y el 18 de abril, sobre un total de 713,1 km, repartidos en cinco etapas, una de ellas contrarreloj individual, y otra con final en alto; con inicio en Belorado y, debido al año Xacobeo, final en Santiago de Compostela transcurriendo la última etapa íntegramente por Galicia.
La prueba perteneció al UCI Europe Tour 2009-2010, dentro de la categoría 2.1.
Tomaron parte en la carrera 14 equipos. Los 3 equipos españoles de categoría UCI ProTeam (Caisse d'Epargne, Euskaltel-Euskadi y Footon-Servetto); los 2 de categoría Profesional Continental (Andalucía-Cajasur y Xacobeo Galicia); y los 3 de categoría Continental (Burgos 2016-Castilla y León, Orbea y Caja Rural). En cuanto a representación extranjera, estuvieron 8 equipos: los UCI ProTeam del Astana, Rabobank y Team RadioShack; el Profesional Continental suizo del Cervélo Test Team; y los equipos Continentales portugueses del Barbot-Siper y LA-Rota dos Móveis. Formando así un pelotón de 112 ciclistas, con 8 corredores cada equipo, de los que acabaron 104.
El ganador final fue Alberto Contador (quien además se hizo con la etapa contrarreloj, las clasificaciones de la combinada y españoles) al superar a Igor Antón (vencedor de la etapa reina) en dicha última etapa contrarreloj. Completó el podio Ezequiel Mosquera.
En las otras clasificaciones secundarias se impusieron Iban Mayoz (montaña), Theo Bos (regularidad, al ganar dos etapas), RadioShack (equipos) y Diego Gallego (castellanoleonenses).

## Etapas
| Etapa | Fecha       | Recorrido                          | km         | Ganador          | Líder            |
| ----- | ----------- | ---------------------------------- | ---------- | ---------------- | ---------------- |
| 1ª    | 14 de abril | Belorado-Burgos                    | 157,7      | Theo Bos         | Theo Bos         |
| 2ª    | 15 de abril | Burgos-Carrión de los Condes       | 209,9      | Theo Bos         | Theo Bos         |
| 3ª    | 16 de abril | León-Ponferrada-Alto del Morredero | 158,8      | Igor Antón       | Igor Antón       |
| 4ª    | 17 de abril | Ponferrada-Ponferrada              | 15,1 (CRI) | Alberto Contador | Alberto Contador |
| 5ª    | 18 de abril | Samos-Santiago de Compostela       | 171,1      | Sérgio Ribeiro   | Alberto Contador |

## Clasificaciones finales

### Clasificación general
| Posición | Ciclista            | Equipo            | Tiempo      |
| -------- | ------------------- | ----------------- | ----------- |
|          | Alberto Contador    | Astana            | 16h 56' 01" |
| 2        | Igor Antón          | Euskaltel-Euskadi | + 41"       |
| 3        | Ezequiel Mosquera   | Xacobeo Galicia   | + 1' 20"    |
| 4        | Janez Brajkovič     | RadioShack        | + 1' 30"    |
| 5        | David Bernabéu      | Barbot-Siper      | + 2' 30"    |
| 6        | Javier Moreno Bazán | Andalucía-CajaSur | + 2' 51"    |
| 7        | Tiago Machado       | RadioShack        | m.t.        |
| 8        | Stefan Denifl       | Cervélo           | + 2' 58"    |
| 9        | Denís Menshov       | Rabobank          | + 3' 06"    |
| 10       | José Luis Rubiera   | RadioShack        | + 3' 17"    |

### Otras clasificaciones
- Clasificación de la montaña:  Iban Mayoz (Footon-Servetto)
- Clasificación de la regularidad:  Theo Bos (Rabobank)
- Clasificación de la combinada:  Alberto Contador (Astana)
- Clasificación por equipos:  RadioShack
- Clasificación de españoles: Alberto Contador
- Clasificación de castellanoleonenses: Diego Gallego